# Tok Cut-Off

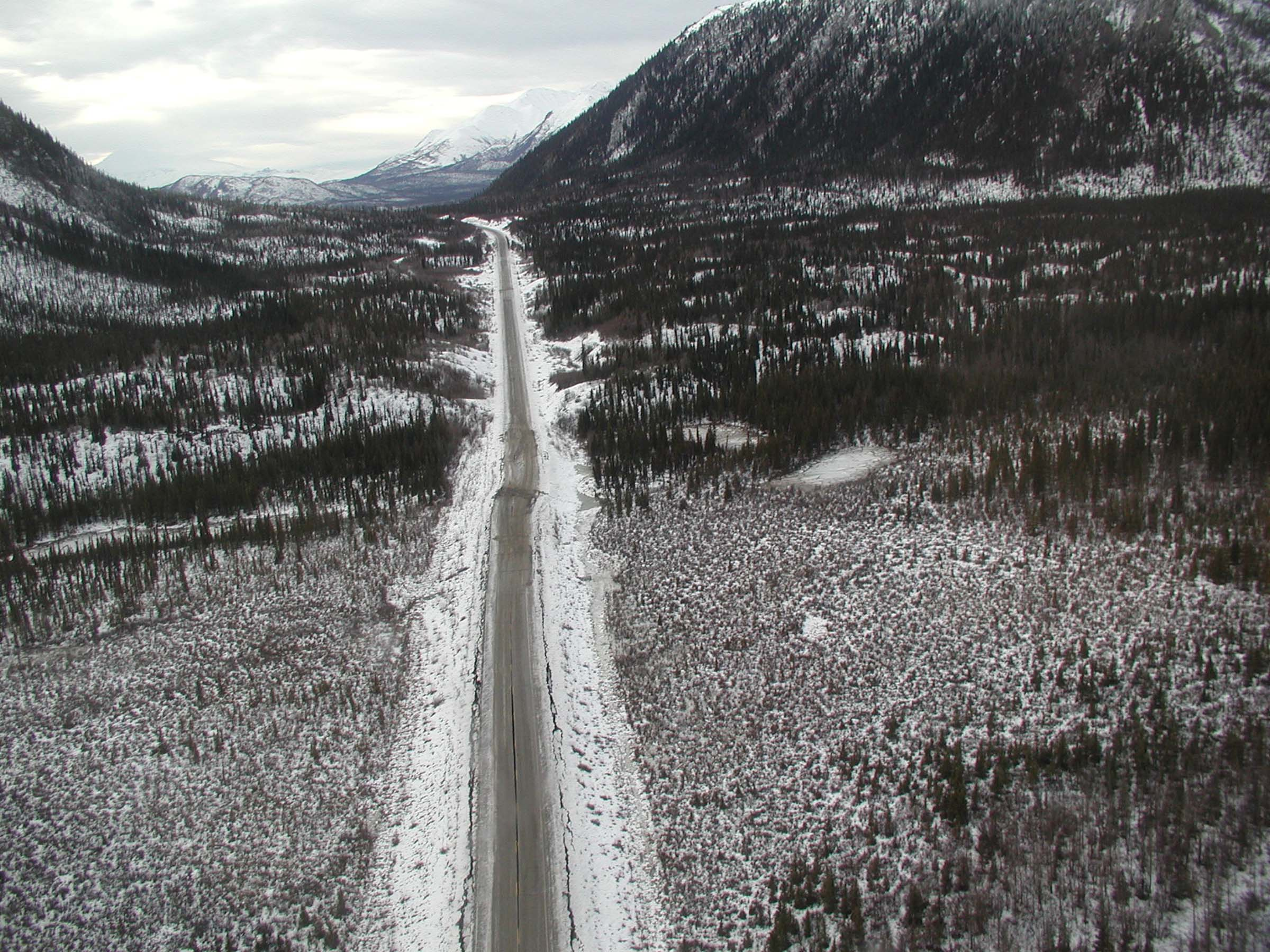
La Tok Cut-Off en la Falla Denali just después del terremoto de Denali de 2002.

La Tok Cut-Off y oficialmente como la Ruta 1 con una longitud de 125 millas (201,2 km), es una carretera estatal de sentido oeste-este ubicada en el estado estadounidense de Alaska. La Tok Cut-Off hace su recorrido en el Oeste desde la  AK 1  AK 4   en Glennallen hacia el Este en la  AK 2     en Tok. La carretera con 201 km inicia desde el cruce Gakona Junction en la Autopista Richardson, a 23 km al norte de Glennallen, hacia Tok en la Autopista Alaska.

## Historia
La autopista fue construida en los años 1940s y1950s para conectar a Tok con la Autopista Richardson de una manera más directa. Fue llamada como una 'cortada' de "cut-off" porque permitía a los camiones de motor viajar desde el norte por la Autopista Alaska para pasar hasta Valdez y Anchorage sin tener que pasar por Delta Junction y después pasando al sur por la Autopista Richardson, lo que tomaba 193 km) de tiempo.

## Localidades en los alrededores de la Tok Cut-Off
- Gakona Junction (Autopista Richardson), en la milla 0 (km 0)
- Gakona, en la milla 3 (km 4)
- Chistochina, en la milla 33 (km 53)
- Slana y Wrangell-St. Elias National Park and Preserve, vía Nabesna Road, en la milla 60 (km 96)
- Mentasta Lake, en la milla 81 (km 130)
- Tok, en la milla 125 (km 201)